# 光明寺 (太宰府市)
光明寺（こうみょうじ）は、福岡県太宰府市にある臨済宗東福寺派に属する禅宗寺院。山号は神護山（じんごさん）。光明禅寺の名で呼ばれることも多い。2018年より境内の改修に伴い拝観を停止中。

## 歴史
1273年（文永10年）、円爾（聖一国師）の門下にあった鉄牛円心によって建立され開山となった。江戸時代には太宰府天満宮の緇素（しそ・天満宮に仕える人々とその家族）の菩提寺として、1616年（元和2年）に再興されて、1856年（安政3年）7月再営された天満宮の結縁寺である。

## 境内
太宰府天満宮の参道の一の鳥居を右に曲がるとつきあたりに山門、鐘楼が見える。光明禅寺は別名「苔寺」とも呼ばれ、その名のとおり庭園は碧く苔むし、前庭を七・五・三の十五石で光の字に配石された仏光石庭、裏庭は、青苔は大陸と島、白砂は水と大海を現し、長汀曲浦の見事な線で画出された枯山水の一滴海庭となっている。また、秋には紅葉が映え、一段と風情が楽しめる。
土佐勤皇党・山本忠亮の墓所と記されるが、実際は光蓮寺に山本の墓所はある。
・参考文献　平尾道雄著『陸援隊始末記　中岡慎太郎』中公文庫、昭和５２年

## 文化財

### 県指定名勝
- 光明寺庭園

### 市指定文化財
- 光明寺本堂（附　大方玄関、知客寮、棟札）

### 市指定天然記念物
- 光明寺のチシャノキ

## アクセス
- 西鉄太宰府線太宰府駅より徒歩6分（約450m）。